# دانتيل ألنسون
قالب:Infobox textile

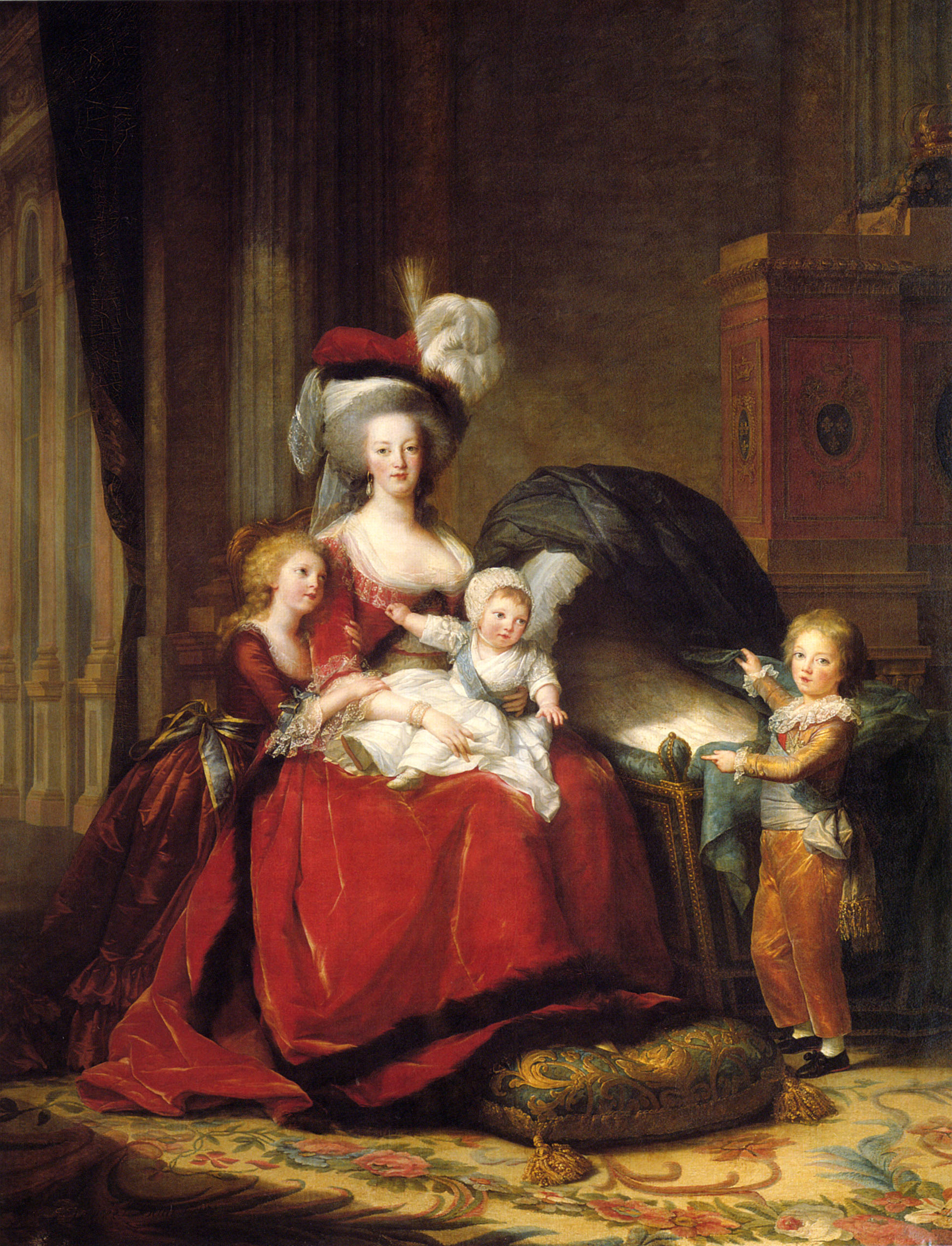
ماري أنطوانيت دو لورين-هابسبورغ وأطفالها برسم إليزابيث لويز فيغي-ليبرون (1787)
فيرساي، المتحف الوطني للقصر والتريانوناتتُظهر الملكة وهي ترتدي فستانًا مطرزًا بدانتيل ألانسون.

دانتيل ألانسون (بالإنجليزية: /ˈælənsɒn, æˈlɒ̃sɒ̃/،[1] بالفرنسية: [pwɛ̃ dalɑ̃sɔ̃]) أو point d'Alençon (بالفرنسية: [pwɛ̃ dalɑ̃sɔ̃]) هو دانتيل إبرة نشأ في ألانسون، فرنسا. يُطلق عليه أحيانًا اسم "ملكة الدانتيل". بدأت صناعة الدانتيل في ألانسون خلال القرن السادس عشر، وتوسعت الصناعة المحلية بسرعة خلال عهد لويس الرابع عشر على يد جان-بابتيست كولبير, الذي أسس ورشة عمل ملكية في المدينة لإنتاج الدانتيل بالطراز الفينيسي في عام 1665. كان الهدف من إنشاء هذه الورشة تقليل اعتماد البلاط الفرنسي على واردات أجنبية باهظة الثمن. قامت مارث لا بيريير بتعديل تقنية البندقية وظهر دانتيل ألانسون كأسلوب فريد حوالي عام 1675 بعد انتهاء احتكار كولبير. يستخدم الدانتيل أرضية شبكية ويشتمل على زخارف نمطية مع مخطط مرتفع من غرز عروة متقاربة، وحافة خارجية مزينة بصور، ومناطق مفتوحة بحشوات زخرفية.

## التاريخ
بالرغم من أن الطلب على الدانتيل شهد انخفاضًا حادًا بعد الثورة الفرنسية، استعاد بعض شعبيته خلال الإمبراطورية الفرنسية الثانية. كانت القديسة ماري أزيلي غيران مارتن، والدة القديسة تريز من ليزيو، صانعة دانتيل شهيرة في ألونسون. ارتدت بامبا مولر، زوجة المهراجا دوليب سينغ، ثوبًا مزينًا بزخارف ألونسون بمناسبة زفافها في الإسكندرية، مصر، عام 1864. دخلت صناعة دانتيل ألونسون في تراجع نهائي في نهاية القرن التاسع عشر مع تغييرات في الموضة وتطوير دانتيل أرخص مصنوع آليًا.
نجت فنية صنع الدانتيل يدويًا على نطاق صغير، وتم الحفاظ على التقنية من قبل راهبات كارميلية في ألونسون. في عام 1976، أُنشئت ورشة وطنية للدانتيل في المدينة لضمان بقاء هذه التقنية. يتوفر معرض دائم للدانتيل وعرض يوضح كيفية صنعه في متحف الفنون الجميلة والدانتيل، الذي يقع في وسط المدينة بجوار الورشة. تكون ورش العمل نفسها مفتوحة للجمهور فقط في أيام معينة من السنة.
اعترفت اليونسكو بالحرفية الفريدة لهذا الدانتيل وأضافته إلى قائمتها التمثيلية للتراث الثقافي غير المادي للإنسانية في نوفمبر 2010.

## الملاحظات
1. ↑  Leader, Jean E. "An Edging of Alençon Lace". مؤرشف من الأصل في 2023-12-11. اطلع عليه بتاريخ 2022-07-27.
2. ↑  Shrine Louis and Zelie Martin (Alençon-France) - Zelie Martin's life نسخة محفوظة 2014-03-15 على موقع واي باك مشين.
3. ↑  Shrine Louis and Zelie Martin (Alençon-France) - St. Therese's life نسخة محفوظة 2014-03-15 على موقع واي باك مشين.
4. ↑  Singh، Ganda (1977). Maharaja Duleep Singh Correspondence, Vol. 3. Patiala: Punjabi University. ص. 94.
5. ↑  "Representative List of the Intangible Cultural Heritage". مؤرشف من الأصل في 2023-12-23. اطلع عليه بتاريخ 2010-11-21.

## روابط خارجية
- دانتيل ألانسون - التاريخ
- دانتيل ألانسون - وصف مصور للتقنية
- متحف ألانسون للفنون الجميلة والدانتيل
- مكتب سياحة ألانسون
- مزار ألانسون - زيلي مارتان، صانعة دانتيل شهيرة

قالب:أنواع الدانتيل
.